# 千葉県立船橋高等技術専門校
千葉県立船橋高等技術専門校（ちばけんりつふなばしこうとうぎじゅつせんもんこう）は、千葉県船橋市にある県立の職業能力開発校である。職業能力開発促進法に基づく公共職業能力開発施設として、普通職業訓練を実施している。

## 沿革
- 昭和37年4月　船橋職業訓練所として開設
- 昭和44年10月　船橋専修職業訓練校に改名
- 昭和47年4月　船橋高等職業訓練校に改名
- 昭和49年4月　船橋高等技術専門学校に改名
- 昭和53年4月　船橋高等技術専門校に改名（現在に至る）

## 設置訓練科
- システム設計科（訓練期間：2年）
- 冷凍空調設備科（訓練期間：1年）
- 金属加工科（日本版デュアルシステム） (訓練期間：９カ月)
- メカニカルエンジニア科（訓練期間：2年）

## 所在地
- 千葉県船橋市高瀬町31-7

## 交通手段
- JR京葉線南船橋駅南口より徒歩10分

## その他
システム設計科は全国の職業能力開発校の中でも数少ない、国家資格の基本情報技術者試験（FE）の午前科目免除制度の認定校となっている。